# Max Rudolf
Max Rudolf (15. juni 1902 – 28. februar 1995) var en tysk dirigent, der tilbragte det meste af sin karriere i USA.
Rudolf blev født i Frankfurt am Main, hvor han studerede cello, klaver, orgel, trompet og komposition (med Bernhard Sekles) på Hoch-konservatoriet i Frankfurt. Han havde stillinger i Freiburg, Darmstadt og Prag, før han flyttede til USA i 1940. I 1945 blev han amerikansk statsborger. Han dirigerede på Metropolitan Opera mellem 1946 og 1958, hvor han blev musikdirektør for Cincinnati Symphony Orchestra og var det i 13 år. I denne periode underviste han desuden på Tanglewood Institut. Han skrev The Grammar of Conducting, den mest udbredte lærebog i orkesterdirektion. Den blev først udgivet i 1950 og desuden revideret i 1980 og igen i 1994.
Efter sin embedstid i Cincinnati tjente han som dirigent i Dallas Symphony for en sæson (1973-1974), kunstnerisk rådgiver for New Jersey Symphony (1976-77) og påtog sig regelmæssig engagementer med store amerikanske orkestre og operahuse. Ind imellem dette var han leder af opera- og direktionsafdelingen på Curtis Institute of Music (1970-1973 og 1983-1989), som måske er det, han huskes bedst for, da mange af dagens førende dirigenter har studeret under ham der.